# Тьягу Брас да Сілва
Тьягу Брас да Сілва (англ. Thiago Braz da Silva, нар. 16 грудня 1993, Сан-Паулу, Бразилія) — бразильський легкоатлет, що спеціалізується на стрибках з жердиною, олімпійський чемпіон 2016 року. 

## Кар'єра
| Рік                  | Змагання                                  | Місце проведення           | Місце                | Дисципліна           | Результат            | Примітки             |
| Представник Бразилія | Представник Бразилія                      | Представник Бразилія       | Представник Бразилія | Представник Бразилія | Представник Бразилія | Представник Бразилія |
| -------------------- | ----------------------------------------- | -------------------------- | -------------------- | -------------------- | -------------------- | -------------------- |
| 2010                 | Юнацькі Олімпійські ігри                  | Сінгапур                   | 2                    | стрибки з жердиною   | 5.05 м               |                      |
| 2010                 | Чемпіонат Південної Америки серед юнаків  | Медельїн, Колумбія         | 1                    | стрибки з жердиною   | 5.10 м               |                      |
| 2011                 | Панамериканські юнацькі ігри              | Мірамар, США               | 1                    | стрибки з жердиною   | 5.20 м               |                      |
| 2011                 | Чемпіонат Південної Америки серед юніорів | Медельїн, Колумбія         | 2                    | стрибки з жердиною   | 4.85 м               |                      |
| 2012                 | Чемпіонат світу серед юніорів             | Барселона, Іспанія         | 1                    | стрибки з жердиною   | 5.55 м               |                      |
| 2013                 | Чемпіонат Південної Америки               | Картахена, Колумбія        | 1                    | стрибки з жердиною   | 5.83 м               |                      |
| 2013                 | Чемпіонат світу                           | Москва, Росія              | 14 (q)               | стрибки з жердиною   | 5.40 м               |                      |
| 2014                 | Чемпіонат світу в приміщенні              | Сопот, Польща              | 4                    | стрибки з жердиною   | 5.75 м               |                      |
| 2014                 | Південноамериканські ігри                 | Сантьяго, Чилі             | –                    | стрибки з жердиною   | NM                   |                      |
| 2015                 | Панамериканські ігри                      | Торонто, Канада            | –                    | стрибки з жердиною   | NM                   |                      |
| 2015                 | Чемпіонат світу                           | Пекін, Китай               | 19 (q)               | стрибки з жердиною   | 5.65 м               |                      |
| 2016                 | Чемпіонат світу в приміщенні              | Портленд, США              | 12                   | стрибки з жердиною   | 5.60 м               |                      |
| 2016                 | Олімпійські ігри                          | Ріо-де-Жанейро, Бразилія   | 1                    | стрибки з жердиною   | 6.03 м               | OR AR                |
| 2018                 | Чемпіонат світу в приміщенні              | Бірмінгем, Велика Британія | 12                   | стрибки з жердиною   | 5.60 м               |                      |
| 2019                 | Чемпіонат Південної Америки               | Ліма, Перу                 | 2                    | стрибки з жердиною   | 5.41 м               |                      |
| 2019                 | Панамериканські ігри                      | Ліма, Перу                 | 4                    | стрибки з жердиною   | 5.51 м               |                      |
| 2019                 | Чемпіонат світу                           | Доха, Катар                | 5                    | стрибки з жердиною   | 5.70 м               |                      |
| 2021                 | Олімпійські ігри                          | Токіо, Японія              | 3                    | стрибки з жердиною   | 5.87 м               |                      |
| 2022                 | Чемпіонат світу в приміщенні              | Белград, Сербія            | 2                    | стрибки з жердиною   | 5.95 м               |                      |